# 布乔
布乔，是匈牙利贝凯什州所辖的一个村。总面积55.82平方公里，总人口2171，人口密度38.9人/平方公里（2011年1月1日）。